# Olivier Andu
Olivier Andu est un auteur-compositeur-interprète belge, né le 31 janvier 1967 à Etterbeek (région bruxelloise) d'une mère belge, infirmière, et d'un père béninois, médecin.
À la fin des années 1980, il fait partie du groupe Vincent Van Gogh (un album et une centaine de concerts)
Après la séparation du groupe, il se lance dans une carrière solo. Ses influences sont notamment celles du country-blues de Mississippi John Hurt.
Dans les années 2000, il sort 3 albums, très confidentiels mais au succès critique important en France et en Belgique,,,.
Il crée le micro-label NPKPC et développe des jeux de société.[réf. nécessaire]

## Discographie
Vincent Van Gogh
- 1993 "Brésil"(Integrity), réédition.

Olivier Andu
- 2004 "Jumet-Cotonou" (Chronowax / V2).
- 2005 "10 chansons pour kazoo" (Fargostore, NPKPC).
- 2005 "Coffret Olivier Andu" (NPKPC).